# Rudolf Kjellén
Rudolf Kjellen /ˈrʉːdɔlf ɕɛˈleːn/ ( * Torsö, 13 de junio de 1864-Upsala, 14 de noviembre de 1922) fue un geógrafo, politólogo y político sueco. Acuñó el término Geopolítica, en 1899. Su trabajo fue influido por el afamado geógrafo Friedrich Ratzel. Con Alexander von Humboldt y Karl Ritter. Kjellén lanzó las bases de la geopolítica alemana, que más tarde serían aprovechadas por Karl Haushofer.

## Biografía
Kjellén completó la enseñanza secundaria en Skara, en 1880 y se matriculó en la Universidad de Upsala ese mismo año. Completó su doctorado en Upsala en 1891 y fue docente en esa universidad entre 1890 y 1893. También enseñó en la Universidad de Gotemburgo, donde fue profesor de ciencia política y estadística a partir de 1901, hasta volver a Upsala en 1916, para ocupar una posición prestigiada como profesor de elocuencia y gobierno.

## Trayectoria
Siendo un político conservador, fue miembro de la segunda cámara del parlamento sueco, entre 1905 y 1908, y de la primera cámara, entre 1911 y 1917.
Kjellén fundó una nueva ciencia política, dedicada a describir el Estado: «el Estado en toda su totalidad, tal como se manifiesta en la vida real». Enumeró, así, los atributos del poder:
- La geografía -analizada por la geopolítica-, establece la relación entre el Estado y su territorio;
- La economía - analizada por la geoeconomía-, establece la relación entre el Estado y la economía;
- La sociología - analizada por la sociopolítica-, establece la relación entre el Estado y la sociedad nacional;
- La política define la forma, el poder y la vida del Estado.

Se trata de un desarrollo muy próximo al determinismo. Afirmó que: «Los Estados son seres sensibles y razonables, como los hombres».
Su concepto de Geopolitik se convirtió en un lema ideológico de los nacionalsocialistas. La idea fundamental de Kjellén era que un estudio realista de la historia y el crecimiento de los Estados deberían incluir factores como el medio físico, la antropología, la sociología y la economía, así como su organización constitucional y estructura legal. A este interés teórico, la geopolítica añadía siempre un interés político por las relaciones de poder entre Rusia y Europa Central, lo cual despertó la atención de Hitler.

## Obras
- Rätt och sanning i flaggfrågan, 1899
- Stormakterna. Konturer kring samtidens storpolitik, 1905
- Rationell samling. Politiska och etiska fragment, 1906
- Ett program. Nationella samlingslinjer, 1908
- Politiska essayer, 1914-15
- Världskrigets politiska problem, 1915
- Staten som livsform, 1916
- Världspolitiken, 1911-1919, 1920
- Stormakterna och världskrisen, 1920